# Jonesboro (Luisiana)
Jonesboro é uma cidade  localizada no estado americano de Luisiana, na Paróquia de Jackson.

## Demografia
Segundo o censo americano de 2000, a sua população era de 3914 habitantes. Em 2006, foi estimada uma população de 3745, um decréscimo de 169 (-4.3%).

## Geografia
De acordo com o United States Census Bureau, a cidade tem uma área de 12,7 km², dos quais 12,6 km² cobertos por terra e 0,1 km² coberto por água.

## Localidades na vizinhança
O diagrama seguinte representa as localidades num raio de 20 km ao redor de Jonesboro.